# Muntanya de Boscals
La Muntanya de Boscals és una serra situada al municipi de Juià a la comarca del Gironès, amb una elevació màxima de 251,6 metres.